# La Ruée fantastique
Pour plus de détails, voir Fiche technique et Distribution.
La Ruée fantastique (The Thundering Herd) est un western américain en noir et blanc réalisé par Henry Hathaway, sorti en 1933.

## Synopsis
Deux chasseurs de bisons font face à des dangers avec les Indiens et une bande de hors-la-loi.

## Fiche technique
- Titre : La Ruée fantastique
- Titre original : The Thundering Herd
- Réalisation : Henry Hathaway
- Scénario : Jack Cunningham, d'après le roman The Thundering Herd de Zane Grey
- Direction artistique : Earl Hedrick
- Photographie : Ben F. Reynolds
- Production : Harold Hurley
- Production exécutive : Emanuel Cohen
- Société de production et de distribution : Paramount Productions
- Pays d’origine :  États-Unis
- Langue : anglais
- Format : noir et blanc - 35 mm - 1,37:1 - Son : Mono (Western Electric Noiseless Recording)
- Genre : Western
- Durée : 56 min
- Date de sortie :
  - États-Unis : 24 novembre 1933

## Distribution
- Randolph Scott : Tom Doan
- Judith Allen : Milly Fayre
- Buster Crabbe : Bill Hatch
- Monte Blue : Joe Billings
- Harry Carey : Clark Sprague
- Raymond Hatton : Jude Pilchuck
- Noah Beery : Randall Jett
- Blanche Friderici : Jane Jett
- Barton MacLane : Pruitt
- Tom London : Homme de main